# 吉田志織
吉田 志織（よしだ しおり、1997年3月21日 - ）は、日本の女優。北海道札幌市出身。A.M.Entertainmentに所属していた。

## 経歴
高校卒業後、女優を志し上京。原宿・竹下通りの携帯電話ショップでスカウトされ、1年間ダンスを習う。ダンス講師の紹介で、芸能事務所A.M.Entertainmentに所属。
2017年にドラマデビュー、および映画初出演。2019年公開の映画『チワワちゃん』にて主要キャストを演じ話題となる。

## 人物
身長は、160cm。スリーサイズは、B:85 W:58 H:87。血液型は、A型。
趣味・特技は、ダンス、ラップ、ドラム、ギター。
アクション、ホラー、サスペンス、コメディーなど様々な演技を志望し、ハリウッドデビューが大きな目標。2020年には全編英語のテレビドラマ『ホーム・スイート東京』にゲスト出演した。

## 出演

### 映画
- 心が叫びたがってるんだ。（2017年7月22日公開、アニプレックス） - 栃倉千穂 役
- honey（2018年3月31日公開、東映） - 伊藤玲奈 役
- チワワちゃん（2019年1月18日公開、KADOKAWA） - チワワ（千脇良子） 役[4][5]
- 窮鼠はチーズの夢を見る（2020年9月11日公開[注 1]、ファントム・フィルム） - 岡村たまき 役[12][4]

### ドラマ

#### テレビドラマ
- クズの本懐（2017年1月19日 - 4月6日、フジテレビ / 2017年1月13日 - 3月31日、FOD（先行配信）） - 早川芽衣 役
- 突然ですが、明日結婚します（2017年1月23日 - 3月20日、フジテレビ） - 木村美和子 役[2]
- モブサイコ100（2018年1月18日 - 3月22日、テレビ東京  / 2018年1月12日 - 3月16日、Netflix（先行配信）） - ミチル 役
- 仮面同窓会（2019年6月1日 - 7月21日、東海テレビ・フジテレビ） - 日比野真理 役
- 死役所 第8話（2019年12月4日、テレビ東京） - 黒川あかね 役
- ホーム・スイート東京 第4シーズン第4話（2020年12月27日、NHKワールド JAPAN） - 沢先生 役[8]
- ヒミツのアイちゃん（2021年4月12日 - 6月14日、フジテレビ / 2021年2月20日 - 4月24日、FOD（先行配信）） - 北内広子 役[13][14]
- 結婚できないにはワケがある。（2021年4月19日 - 6月20日、朝日放送テレビ / 2021年4月20日 - 6月22日、テレビ神奈川） - 川越静香 役[15]
- 警視庁・捜査一課長 season5 第9話（2021年6月10日、テレビ朝日系） - 山村千歳 役[16]
- サレタガワのブルー（2021年7月14日 - 9月1日、MBS）- 茉拓 役[17][18]
- 漂着者（2021年7月23日- 9月24日、テレビ朝日） - 女子高生 リモ役[19]
- ユーチューバーに娘はやらん! 第10話（2022年3月28日、テレビ東京） - 榎本に声をかける女性 役
- クロステイル 〜探偵教室〜 第6話（2022年5月13日、東海テレビ・フジテレビ） - 萩本あかり 役
- 連続ドラマW シャイロックの子供たち（2022年10月9日 - 11月6日、WOWOW）- 所ヒカル 役
- 祈りのカルテ 研修医の謎解き診察記録 第6話（2022年11月12日、日本テレビ） - 山内彩奈 役[20]

#### 配信ドラマ
- 東京アリス（2017年8月25日 - 11月3日、Amazonプライム・ビデオ） - 星野葵 役
- 花にけだもの（2017年10月30日 - 12月29日、dTV / FOD） - 狐坂寿美礼 役[21]
- FHIT MUSIC♪ 〜Da-iCE〜（2018年1月17日 - 23日、dTV） - 山下紗香 役[22]
- こんな未来は聞いてない!!（2018年9月 - 12月、FOD） - 近藤沙耶 役
- 花にけだもの 〜Second Season〜（2019年3月23日 - 4月20日、dTV / FOD） - 狐坂寿美礼 役
- 蒼蒼たり（2019年8月9日、Rakuten TV） - 主演・アオイ 役
- 「また会いましたね」シリーズ3（2019年9月6日、LINE VISION） - 主演・野田あかり 役
- 湘南純愛組!（2020年2月28日、Amazonプライム・ビデオ） - 出雲真理子 役
- アクアガールズ（2020年4月15日 - 4月27日、WORLD Fashion Channel） - 浜田岬 役
- 悪魔とラブソング（2021年6月19日、Hulu） - 井吹ハナ 役[23]
- First Love 初恋（2022年11月24日、Netflix） - 向坂美津香 役[24]

#### その他
再現・シチュエーションドラマなど
- 痛快TV スカッとジャパン 『ショートドラマ「辞める辞めるサギ女」編』（2017年9月25日、フジテレビ） - 香田真澄 役
- あざとくて何が悪いの? 『あざといミニドラマ「ドライな敏腕女性上司をあざとく攻略する女性」編』（2020年12月12日、テレビ朝日） - 後輩 役[25]
- THE突破ファイル 『ショートドラマ「アルバイトの突破劇」』（2022年12月15日、日本テレビ） - 志織 役[26]

### バラエティ番組
- 丸の内小町（2017年7月16日 / 2018年9月27日、テレビ朝日）
- 男おばさん #133（2019年1月12日、フジテレビワンツーネクスト）

### ラジオ
- ラップが僕らのメッセージ〜フリースタイルラップ・サイファーという武器〜（2017年8月19日、NHK-FM放送）

### CM
- サントリー「天然水スパークリング レモン」
- 東海旅客鉄道株式会社「スマートX」
- メルカリ「まとめて買おう」篇 - 西野七瀬の妹 役
- 小林製薬「サラサーティ」[27]

### 広告
- 資生堂｜ローラメルシエ「自分至上一番軽い肌をチャレンジ」WEBムービー
- セブンネットショッピング｜オムニ7「セブンネット読書女子」
- Hamee「salisty」
- アライブ・トライブ「探し物発見器 ALIVE Tag」PRムービー
- RBジャパン「【Veet】恋のはじまる肌しましょう。」WEBムービー[2]

### MV
- Novelbright 「優しさの剣」（2021年9月4日、YouTube）

### イベント
- 尾道映画祭（2020年2月29日、シネマ尾道） ゲスト、SHINPA即興映画製作企画「KCP」にも出演[28][29]
- くまもと復興映画祭（2020年10月3日、熊本城ホール）[30]
- Cosme Kitchen & Make up Kitchen「BEAUTY & SUSTAINABLE TALK」（2021年11月3日、札幌ステラプレイス）

## 書籍

### フォトブック
- 吉田志織 in チワワちゃん ビジュアルブック（2019年1月18日、KADOKAWA）ISBN 978-4040006505[31]

### 雑誌
- MEN'S NON-NO
- VoCE
- ViVi
- SPRiNG